# バーニーズ・バージョン ローマと共に
『バーニーズ・バージョン ローマと共に』（バーニーズ・バージョン ローマとともに、Barney's Version）は、モルデカイ・リッチラーの小説『Barney's Version』を原作とし、リチャード・J・ルイスが監督した2010年のカナダのコメディ・ドラマ映画である。第67回ヴェネツィア国際映画祭ではコンペティション部門で上映された。

## ストーリー
30年以上も人気昼ドラを制作しているバーニーは、離婚した妻が既に再婚しているにもかかわらず、彼女を忘れることができず、彼女の現在の夫ブレアに嫌がらせをする日々を送っている。そんなある日、バーニーを殺人犯であるとして告発する内容の書籍を出版したオハーン刑事と出会ったバーニーはこれまでの年月を思い出す。
1974年のローマ。親友のブーギーらと自由気ままに暮していたバーニーは、身持ちの悪い画家クララが自分の子を妊娠したことから彼女と結婚する。ところが彼女が死産をし、その子の実の父親が友人の黒人男性セドリックだったことから、彼女に愛想を尽かし、やり直したいと願う彼女を置いて家を出る。しかし、彼女からの逢いたいとの手紙を読むのが遅れたために、その間にクララは自殺してしまう。
1975年のモントリオール。叔父のコネでテレビ番組制作会社で働いていたバーニーは、叔父の紹介で金持ちの娘と結婚するが、その結婚式で運命の女性ミリアムと出会い、一目惚れする。結婚後もミリアムに積極的にアプローチするものの、ミリアムの「まずは離婚してから」との言葉を鵜呑みにし、妻と離婚することにする。ところがその矢先、妻が親友のブーギーと関係を持っている姿を目撃、これ幸いと、ブーギーに妻との関係を証言させることで自分に有利な形で離婚しようとする。ところがブーギーはバーニーの企みを見抜いて証言を拒む。そして酔った2人が揉めているうちに、ブーギーが湖に落ち、そのまま行方不明となってしまう事件が発生する。事件を担当したオハーン刑事はバーニーが殺したと睨むが、ブーギーの遺体は遂に見つからず、事件は失踪事件として処理される。それでもオハーン刑事はバーニーを疑い続け、その後、彼を告発する内容の書籍を出版したのである。
離婚が成立したバーニーはミリアムに熱い想いを告白、はじめは戸惑っていたミリアムだったが、バーニーの想いを受け入れ、2人は結婚する。その後、ケイトとマイケルという2人の子をもうけ、バーニーとミリアムは幸せな日々を過ごしていたが、子供たちが巣立ち、ミリアムがラジオの仕事に復職してから、2人の関係は徐々に悪化していく。そして2人の関係が危機的な状態に陥る中、ミリアムが仕事で家を空けている間にバーニーは出来心で若い女優と浮気してしまう。これをきっかけに2人は離婚し、それからしばらくしてミリアムは同僚のブレアと再婚する。
ミリアムをブレアに奪われたと思い込んでいるバーニーはしつこくブレアに嫌がらせを続けるが、そんな中、バーニーは痴呆症になってしまう。ミリアムはバーニーに友人として寄り添おうとするがバーニーは拒む。しかし、バーニーはミリアムと離婚したことすらも忘れてしまう。
バーニーの状態が悪化する中、ブーギーの遺体が見つかる。しかし、オハーン刑事が推理していたような、バーニーに射殺された痕跡は全くなく、スカイダイビングの事故で死んだような後しか残っていなかった。その報道をぼんやりと耳にしながら、バーニーはブーギーが行方不明になった湖を眺める。ここで事件の真相として、湖に落ちたブーギーが、そこにたまたたま山火事を消火するために水をすくいにやって来た消火飛行機に巻き込まれて上空まで持ち上げられ、その後、落下して死亡した可能性が示唆される。
しばらくして、ミリアムはバーニーの墓参りにやって来る。遺言通りに墓石にはミリアムの名も刻まれていた。

## キャスト
- バーニー・パノフスキー - ポール・ジアマッティ： テレビドラマの製作者。ユダヤ系。
- イズラエル（イジー）・パノフスキー - ダスティン・ホフマン： バーニーの父親。元警官のやもめ。
- ミリアム・グラント - ロザムンド・パイク： バーニーの3番目の妻。ラジオ司会者。
- パノフスキー夫人 - ミニー・ドライヴァー： バーニーの2番目の妻。金持ちの娘。
- クララ・チェンバース（チャーノフスキー） - レイチェル・レフィブレ： バーニーの最初の妻。
- ブレア - ブルース・グリーンウッド： ミリアムの同僚で現在の夫。
- オハーン刑事 - マーク・アディ： バーニーを殺人犯と睨んで追い続けている刑事。
- バーナード（ブーギー）・モスコヴィッチ - スコット・スピードマン： バーニーの親友の作家。薬物中毒。
- チャーノフスキー氏 - ソウル・ルビネック： クララの実父。

他に、アトム・エゴヤン（昼ドラの監督その1）、デヴィッド・クローネンバーグ（昼ドラの監督その2）、ポール・グロス（昼ドラ出演俳優）、ドゥニ・アルカン（バーニーとミリアムがランチをとるレストランの給仕長）、テッド・コッチェフ（車掌）らがカメオ出演している。

## 評価

### 批評家の反応
Rotten Tomatoesでは130件のレビューを基に支持率を80%、平均点を6.7/10とした。

### 興行収入
カナダでは最初の数週で47万2892ドルを売り上げた。2013年1月1日までにアメリカ合衆国で433万7300ドル、全世界で800万ドル以上を売り上げている。

### 受賞歴
| 賞                       | 授賞式         | 部門                                    | 候補                              | 結果       |
| ------------------------ | -------------- | --------------------------------------- | --------------------------------- | ---------- |
| アカデミー賞             | 2011年2月27日  | メイクアップ賞                          | Adrien Morot                      | ノミネート |
| ジニー賞                 | 2011年3月10日  | 作品賞                                  |                                   | ノミネート |
| ジニー賞                 | 2011年3月10日  | 主演男優賞                              | ポール・ジアマッティ              | 受賞       |
| ジニー賞                 | 2011年3月10日  | 主演女優賞                              | ロザムンド・パイク                | ノミネート |
| ジニー賞                 | 2011年3月10日  | 助演男優賞                              | ダスティン・ホフマン              | 受賞       |
| ジニー賞                 | 2011年3月10日  | 助演女優賞                              | ミニー・ドライヴァー              | 受賞       |
| ジニー賞                 | 2011年3月10日  | 監督賞                                  | リチャード・J・ルイス             | ノミネート |
| ジニー賞                 | 2011年3月10日  | 美術賞                                  | クロード・パレ、Élise de Blois    | 受賞       |
| ジニー賞                 | 2011年3月10日  | 衣裳デザイン賞                          | Nicoletta Massone                 | 受賞       |
| ジニー賞                 | 2011年3月10日  | 脚色賞                                  | マイケル・コニーヴェス            | ノミネート |
| ジニー賞                 | 2011年3月10日  | 作曲賞                                  | パスクァーレ・カタラーノ          | 受賞       |
| ジニー賞                 | 2011年3月10日  | メイクアップ賞                          | Adrien Morot、Micheline Trépanier | 受賞       |
| ゴールデングローブ賞     | 2011年1月16日  | 主演男優賞 (ミュージカル・コメディ部門) | ポール・ジアマッティ              | 受賞       |
| ロンドン映画批評家協会賞 | 2011年2月10日  | 英国主演女優賞                          | ロザムンド・パイク                | ノミネート |
| ロンドン映画批評家協会賞 | 2011年2月10日  | 英国助演女優賞                          | ミニー・ドライヴァー              | ノミネート |
| サテライト賞             | 2010年12月19日 | 映画助演女優賞                          | ロザムンド・パイク                | ノミネート |